# Fan Tan (Glücksspiel)

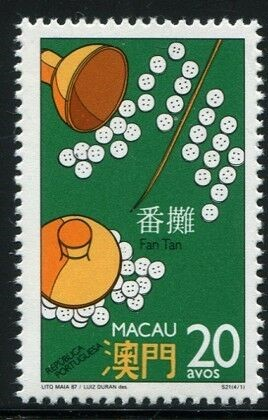
Darstellung von Fan Tan auf einer Briefmarke aus Macau 1987

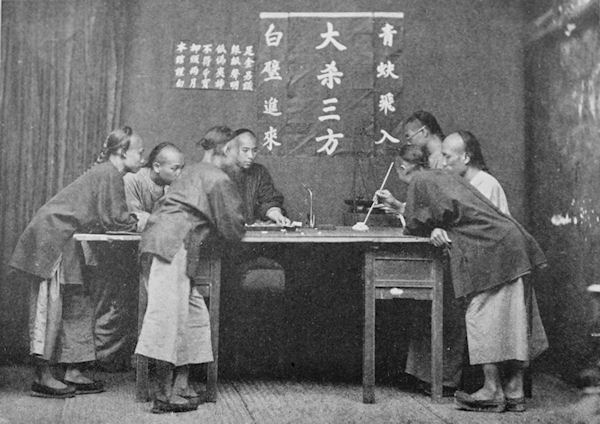
Ein Fan-Tan-Spiel in Macao, Anfang des 20. Jahrhunderts

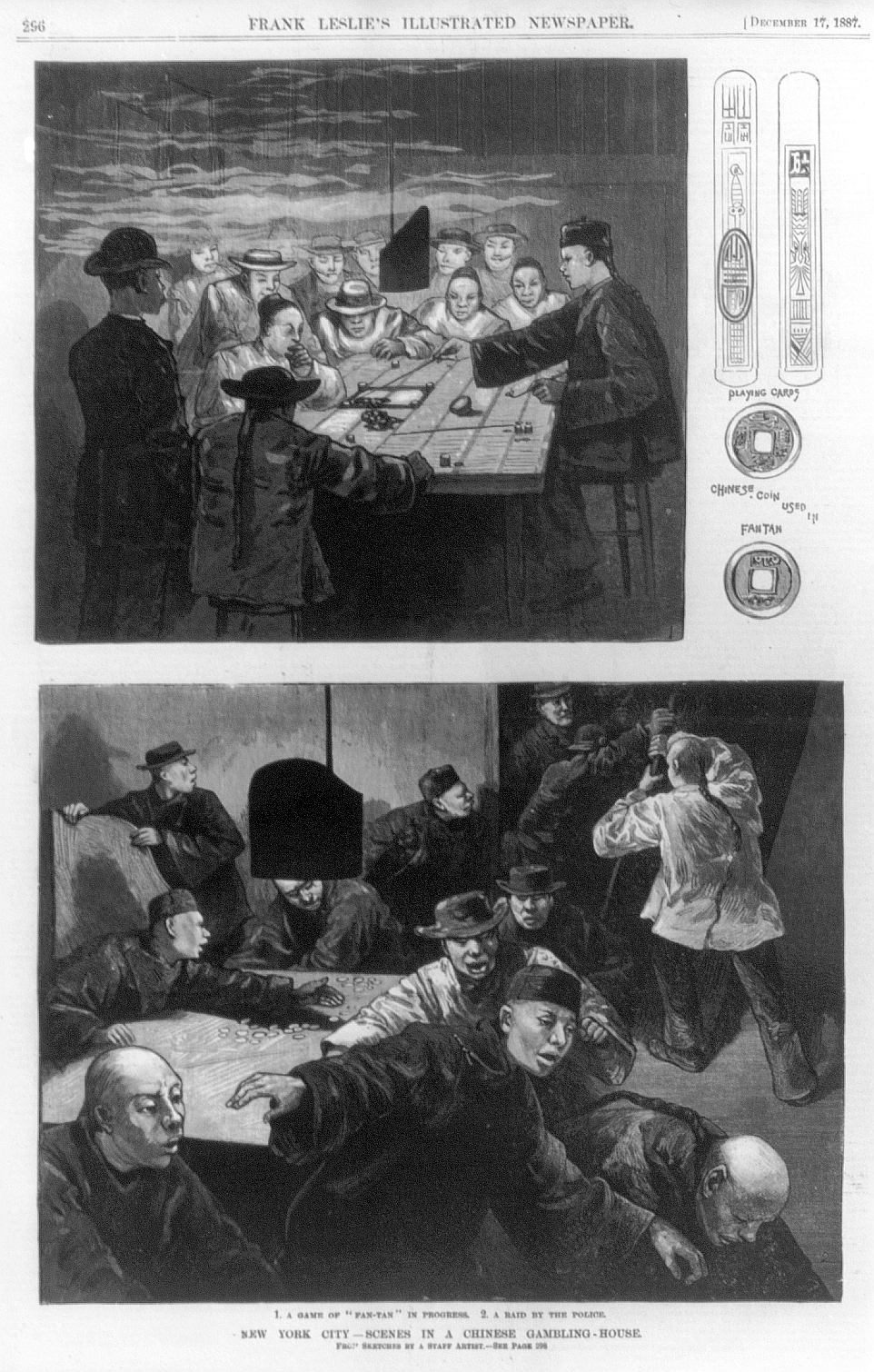
Eine Seite aus Frank Leslie's Illustrated Newspaper vom Dezember 1887. Die Bilder zeigen ein Fan-Tan-Spielhaus in New York, eine Razzia der Polizei, sowie Karten und Münzen, die beim Fan Tan verwendet wurden.

Fan Tan oder Fan-Tan, Fantan (vereinfachtes Chinesisch: 番摊; traditionelles Chinesisch: 番攤; Pinyin: fāntān, wörtlich: „mehrfache Abteilungen“) ist ein sehr einfaches, chinesisches Glücksspiel mit Bohnen, das sich in China vor allem in den Spielbanken von Macau großer Beliebtheit erfreut.

## Geschichte
Fan Tan war früher auch außerhalb Chinas weit verbreitet, insbesondere unter der chinesischen Bevölkerung in den USA. Jacob Riis beschreibt in „How the Other Half Lives“ (1890), seinem berühmten Buch über die Unterwelt New Yorks, sein Betreten eines Fan-Tan-Spielsalons:
Beim ersten Schrittgeräusch der Ledersohlen auf den Treppenstufen setzte das Stimmengewirr aus und die Gruppe der Chinesen, die über ihr Fan-Tan-Spiel gebeugt waren, hörten auf zu spielen und beobachteten den, der kam, mit bösen Blicken. Fan Tan ist ihre vorwiegende Leidenschaft.
Ebenso war San Francisco’s weitläufige Chinatown Heimat Dutzender Fan-Tan-Häuser im 19. Jahrhundert. Der damalige Police Commissioner Jesse B. Cook schrieb, dass es 1889 in Chinatown 50 Fan-Tan-Spielstätten gab.
Fan Tan wird heute zunehmend durch andere Casino-Spiele bzw. traditionelle chinesische Spiele wie Mah Jongg und Pai Gow verdrängt.

## Beschreibung
Vor Beginn setzen die Spieler ihre Einsätze auf einem quadratischen Tableau, das in vier kleinere Quadrate mit den Zahlen eins bis vier unterteilt ist. Charakteristisch für die Fan Tan-Spielhäuser ist die Art, wie dies geschieht: Das Einsatzfeld befindet sich auf einem Tisch, um diesen herum ist ein etwa zwei bis drei Meter hoher Rundbalkon errichtet, von dessen Brüstung herab die Spieler ihre Einsätze in kleinen Körbchen mittels Flaschenzug zu den Croupiers abseilen.
Sind die Einsätze getätigt, so stülpt ein Croupier eine Schüssel mit Bohnen (tatsächlich werden heute anstelle von Bohnen meist porzellanene Marken ähnlich Go-Steinen verwendet) auf den Tisch und schiebt mit der umgekehrten Schale einen Teil davon zur Seite. Jetzt werden die Einsätze getätigt. Dann hebt der Croupier die Schale empor, nimmt zwei Stäbchen zur Hand und zählt die Bohnen, die zuvor unter der Schale gelegen sind, ab, indem er jeweils vier Stück auf einmal zur Seite schiebt.
Bleibt am Ende nur eine Bohne übrig, so gewinnen die Einsätze auf Feld Nummer eins; bleiben am Ende zwei Bohnen übrig, so gewinnen die Einsätze auf Feld Nummer zwei; usw. Bleiben am Ende jedoch vier Bohnen übrig, so schiebt er diese nicht mehr zur Seite, und es gewinnen die Einsätze auf Feld Nummer vier.
Die Auszahlungsquoten betragen für die Wetten auf eine volle Nummer 3:1, ein Satz à cheval auf zwei Nummern wird 1:1 ausbezahlt. Der Profit der Spielbank entsteht dadurch, dass die Spieler – von Casino zu Casino unterschiedlich – entweder von ihrem Einsatz oder von ihrem Gewinn eine Taxe bezahlen müssen; der Bankvorteil liegt in etwa bei 5 %.